# Danio Bardi
Danio Bardi (Scandicci, 23 maggio 1937 – Firenze, 9 luglio 1991) è stato un pallanuotista italiano, vincitore di una medaglia d'oro ai Giochi olimpici di Roma 1960 con la squadra italiana composta, oltre dallo stesso Bardi, da Amedeo Ambron, Giuseppe D'Altrui, Salvatore Gionta, Giancarlo Guerrini, Franco Lavoratori, Gianni Lonzi, Luigi Mannelli, Rosario Parmegiani, Eraldo Pizzo, Dante Rossi e Brunello Spinelli.

## Palmarès

### Nazionale
- Oro olimpico: 1

Italia: Roma 1960
- Oro ai giochi del Mediterraneo: 1

Italia: Napoli 1963
- Argento ai giochi del Mediterraneo: 1

Italia: Beirut 1959